# 通辽西站
通辽西站位于中华人民共和国内蒙古自治区通辽市科尔沁区建国街道，是京通铁路与大郑铁路上的一个铁路车站，建于1927年，目前为四等站，目前仅办理货运业务：仅办理专用线、专用铁道整车货物发到。